# Larderello
Larderello is een plaats (frazione) in de Italiaanse gemeente Pomarance.

## Geothermie
Larderello in de Toscane was een van de eerste plaatsen waar geothermische energie op grote schaal gewonnen werd. In 2012 werd 4,800 gigawattuur elektriciteit geproduceerd, genoeg voor een miljoen huishoudens.
In tegenstelling tot wat vaak verondersteld wordt, ligt het dorp niet op een vulkaan maar boven een intrusie, waardoor heet magma relatief dicht aan het oppervlak ligt.

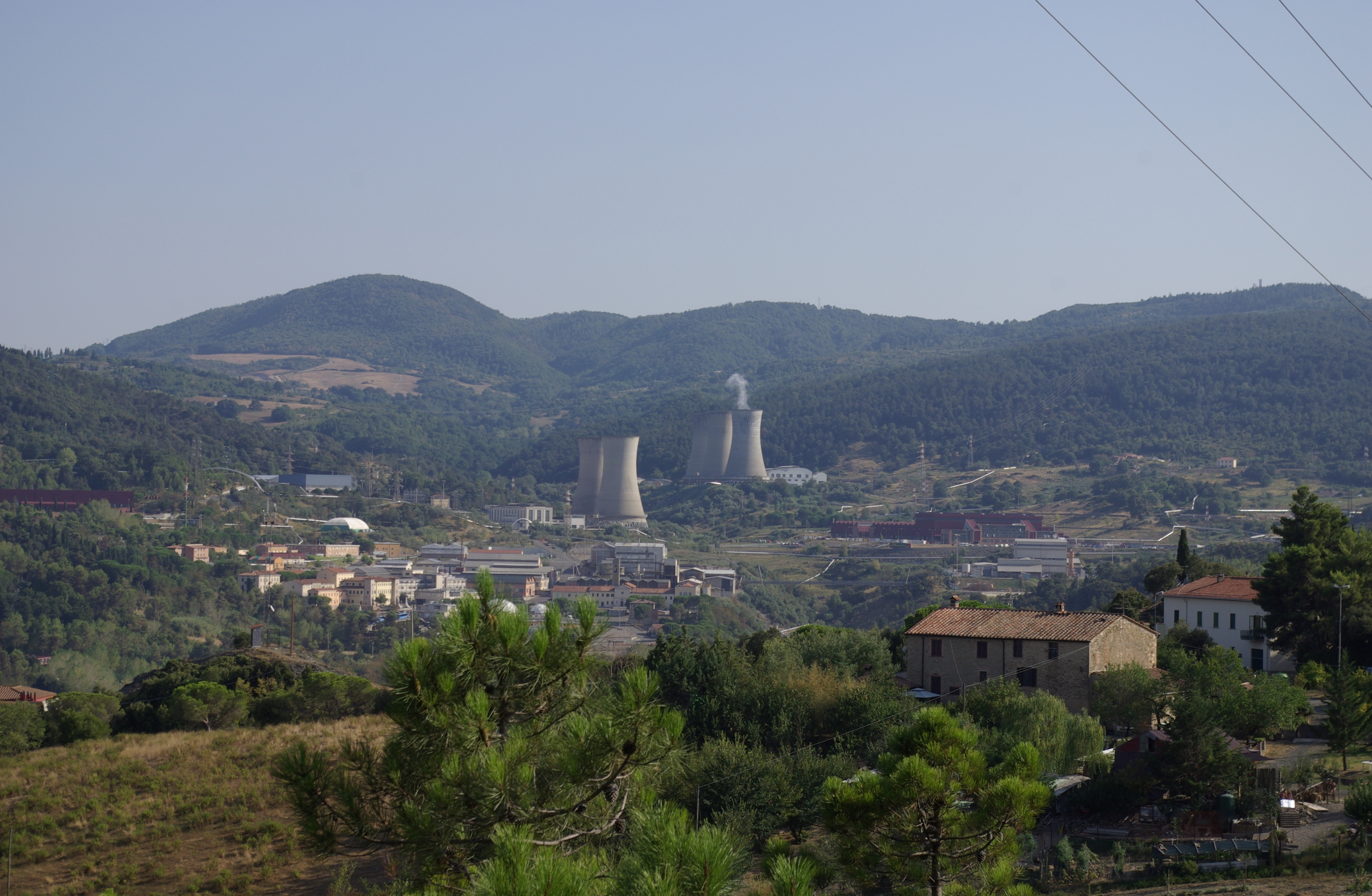
Larderello
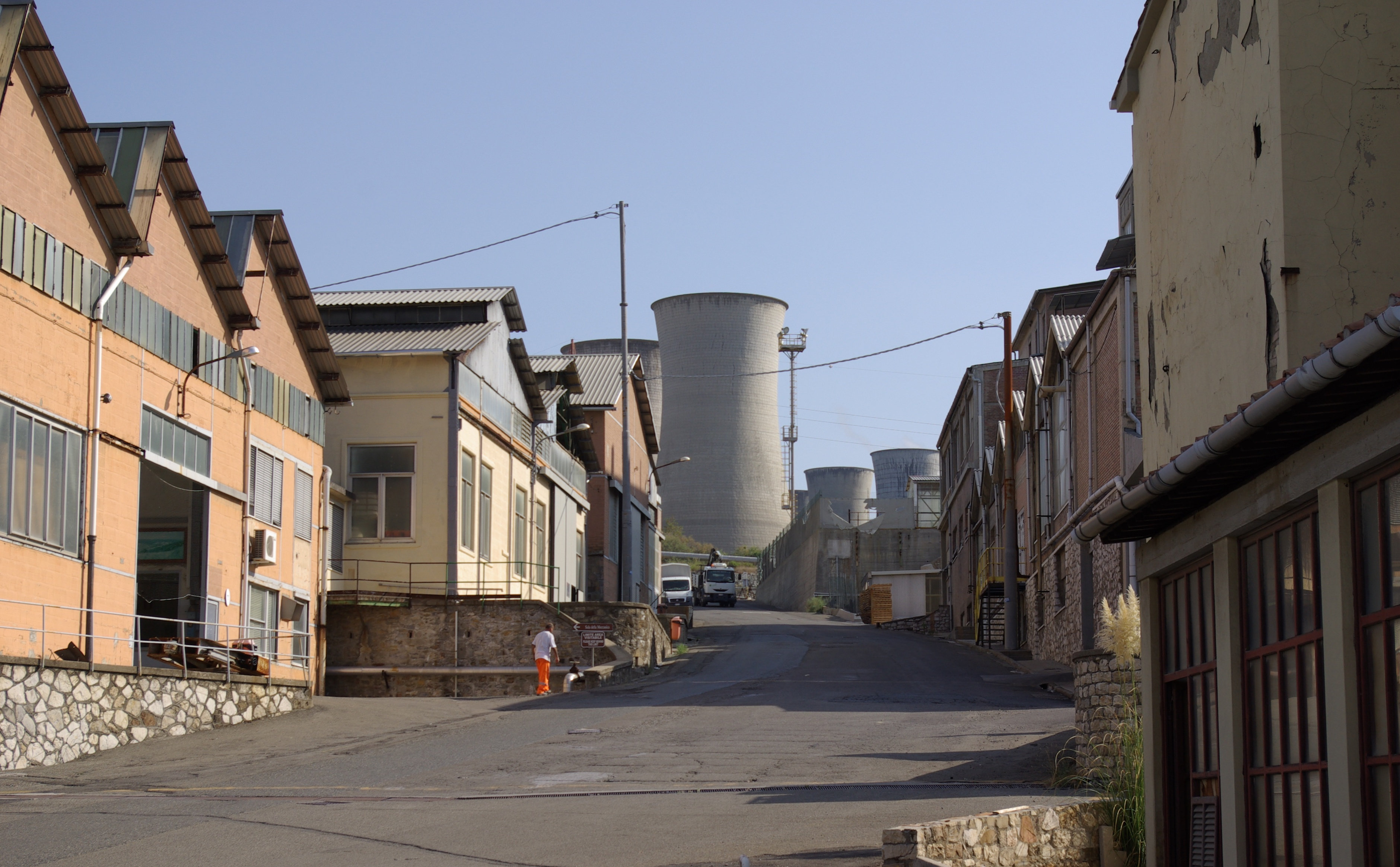
Straat in Larderello